# Vellefrie
Vellefrie – miejscowość i gmina we Francji, w regionie Burgundia-Franche-Comté, w departamencie Górna Saona.
Według danych na rok 1990 gminę zamieszkiwało 95 osób, a gęstość zaludnienia wynosiła 16 osób/km² (wśród 1786 gmin Franche-Comté Vellefrie plasuje się na 648. miejscu pod względem liczby ludności, natomiast pod względem powierzchni na miejscu 730.).